# Флаг Ванкувера
Флаг Ванкувера — один из официальных символов города Ванкувер, утверждён городским советом 17 мая 1983 года, разработан Робертом Уаттом, бывшим директором Музея Ванкувера, позже — главным герольдом Канады.
Шеврон зелёного цвета представляет землю, на которой построен город, и лес, долгие годы бывший одним из источников благосостояния города. Чередующиеся синие и белые полосы символизируют море, которое является ещё одним источником процветания города. Эти элементы повторяют девиз муниципального герба, существовавшего до 1969 года «По морю и земле, на которой мы процветаем». На шевроне на золотом щите находится бейдж города, особый знак гражданского управления. Городская корона на щите отражает статус Ванкувера как муниципальной корпорации,  в то время как топор и весло символизируют традиционную для города промышленность, лесозаготовки и рыболовство.
До этого у Ванкувера был другой флаг, автором которого был Рудольф Данглмайер, победивший на конкурсе, проводившемся в 1978 году. На флаге был изображён канадский столб, со стороны флагштока была зелёная полоса, с другой стороны — белая. Щит, шлем, сень и нашлемник из герба города были размещены в центре флага. 

## См.также
- Флаг Британской Колумбии